# تیغ برش خمیر

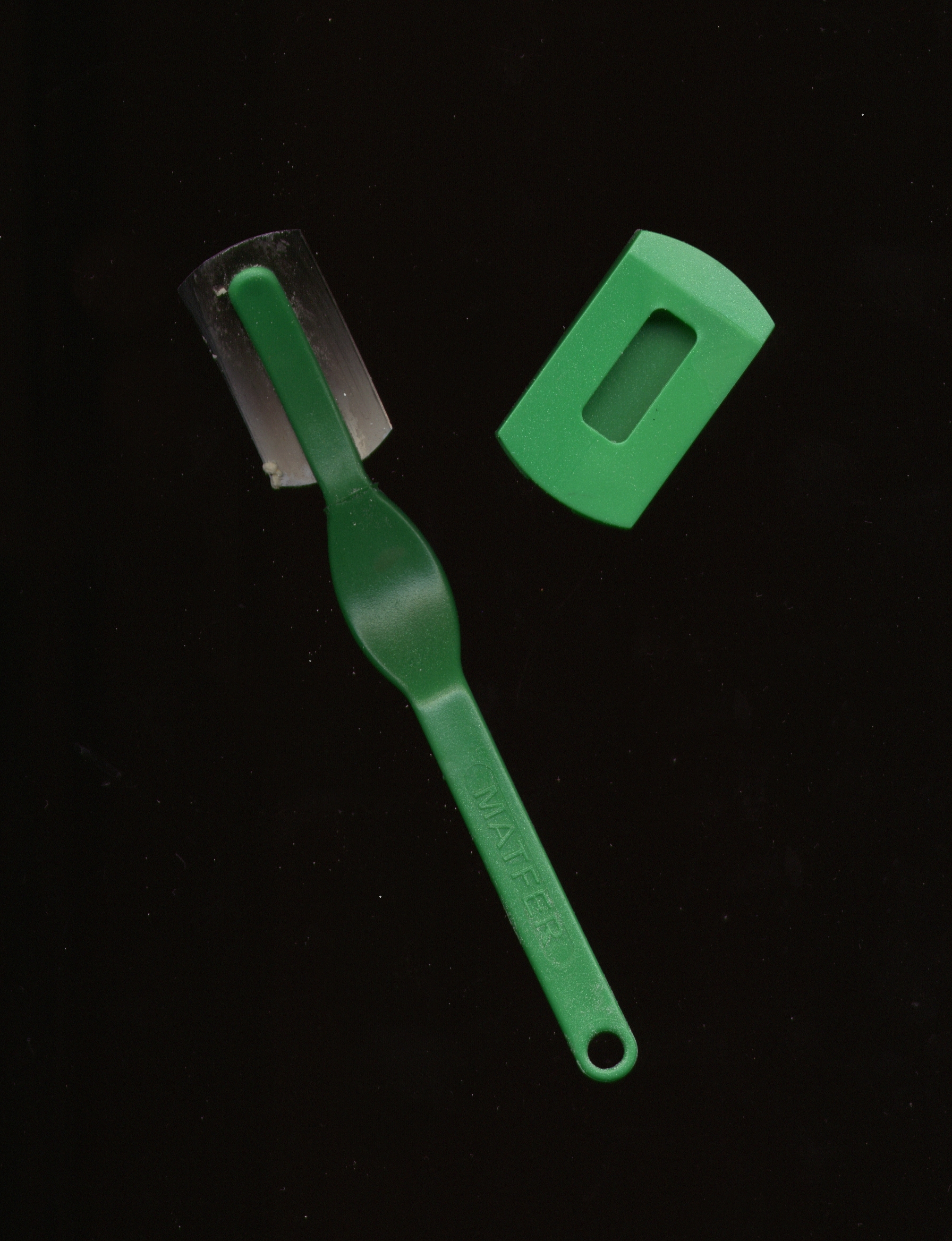
تیغ برش با دسته پلاستیکی و پوشش محافظ

تیغ برش خمیر تیغه ای دو طرفه است که برای برش روی نان‌های در پخت استفاده می‌گردد. تیغ برش درست قبل از قرار دادن نان در اجاق برای برش دادن (که به آن بریده یا داک نیز می‌گویند) استفاده می‌شود. اغلب لبه برش تیغه کمی مقعر است، که به کاربران اجازه می‌دهد تا فلپ‌ها (به نام شگ) را به میزان قابل توجهی نازک‌تر از تیغ‌های معمولی برش دهند.
یک برش بر روی سطح نان به خمیر اجازه می‌دهد تا به درستی در فر منبسط گردد بدون اینکه پوست یا قسمت خشک آن پاره شود و همچنین اجازه می‌دهد تا رطوبت از نان خارج شود. همچنین مقداری از گاز، عمدتاً دی‌اکسید کربن، که در داخل خمیر به دام افتاده است را آزاد می‌کند. برش‌دهی مناسب همچنین به نانوا اجازه می‌دهد تا دقیقاً محل باز شدن یا شکوفه دادن نان را کنترل کند. این مورد به‌طور قابل توجهی ظاهر نان‌های پخته شده را بهبود می‌بخشد. برش‌دهی در نهایت باعث ایجاد تنوع در فرم و ظاهر نان می‌شود. این استعداد هنری نانوا را نمایان می‌کند و امضای منحصر به فردی می‌دهد.

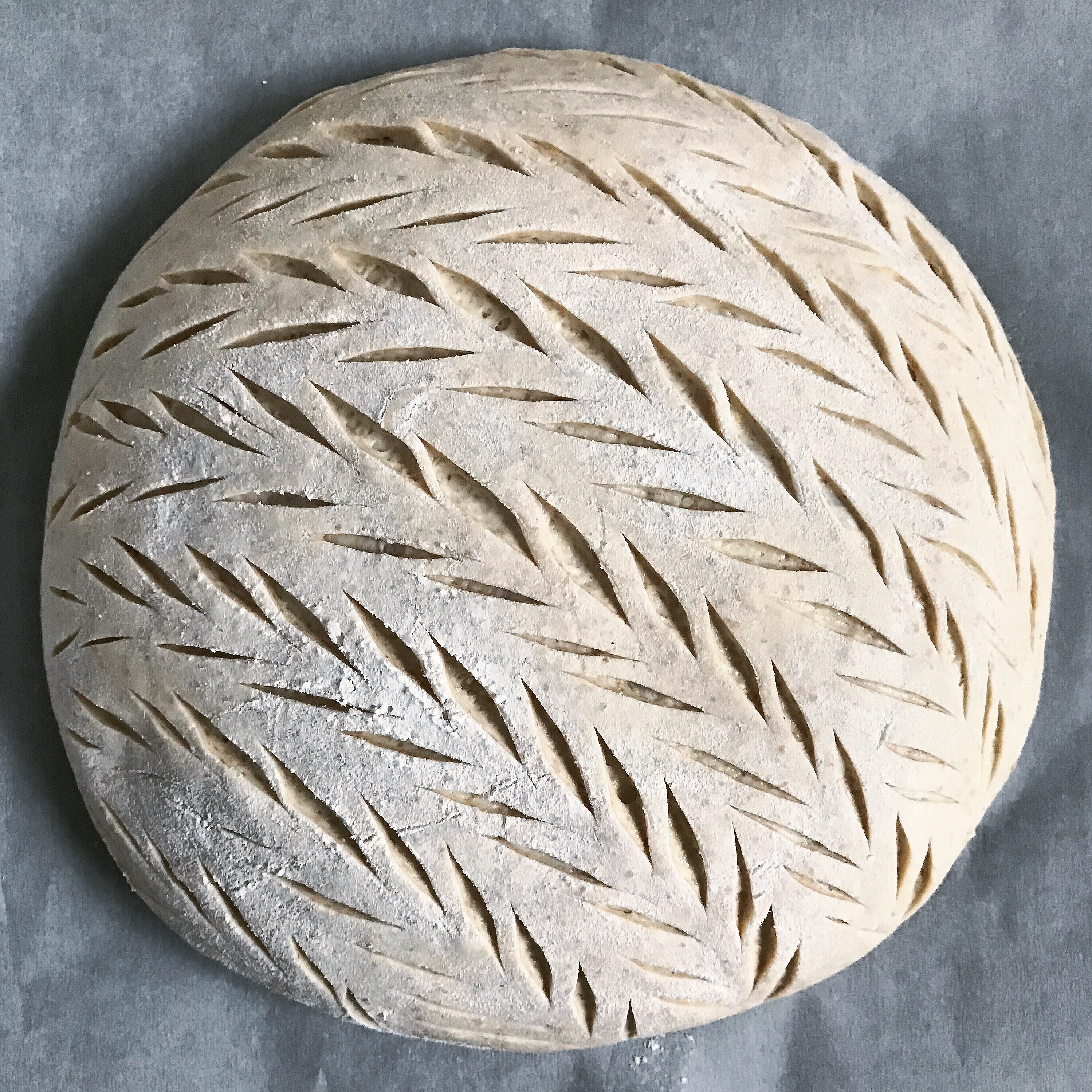
خمیر مایه با برش، قبل از پخت
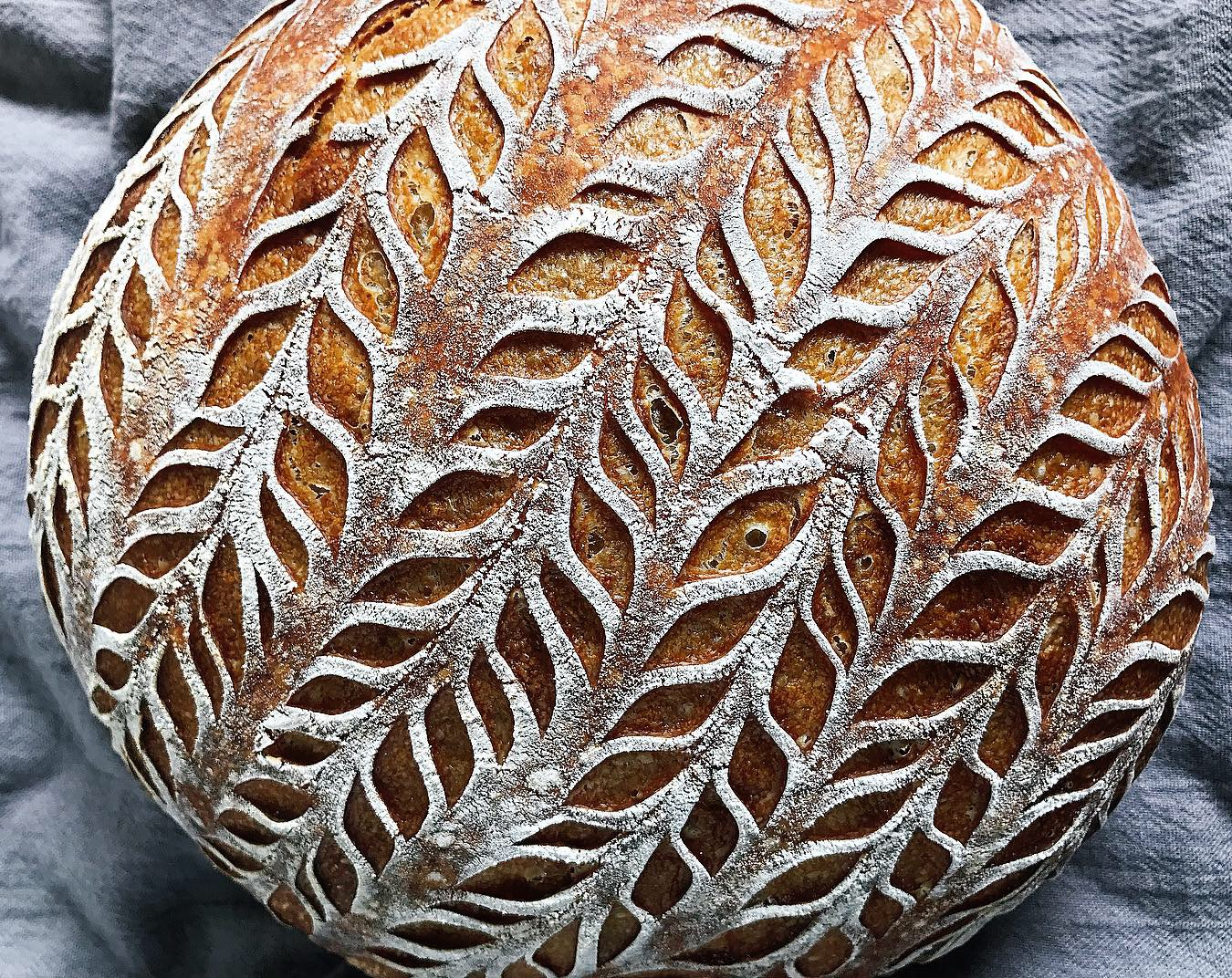
نان خمیر ترش با برش، پس از پخت
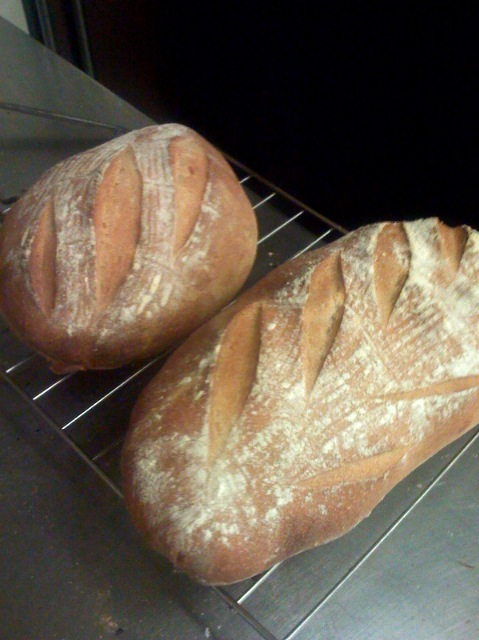
نان‌های روستایی به سبک فرانسوی
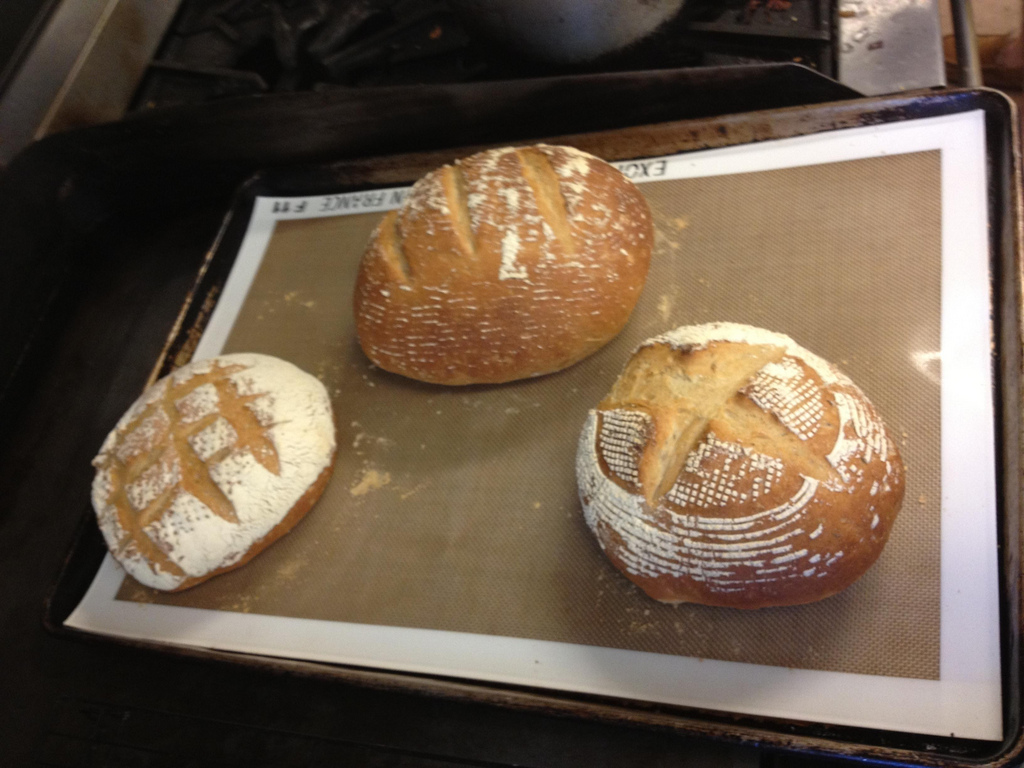
قرص‌های نان چاودار که چندین نوع مختلف از الگوهای برش‌دهی را نشان می‌دهد